# 三木市立教育センター

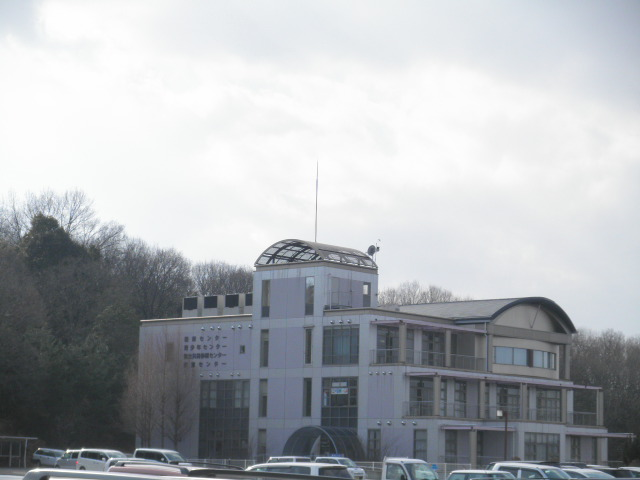
三木市立教育センター

三木市立教育センター（みきしりつきょういくセンター）は兵庫県三木市福井1933番地の12号にある教育センターである。
三木市の教育・文化の充実および振興を図るために設立された。シビックゾーンと呼ばれる三木山の上に建てられているので、入口は2階になっている。
- 1F - 児童センター
- 2F - 事務室・視聴覚ライブラリー・ギャラリー・相談室・適応教室（みっきいルーム）など
- 3F - セミナー室・スタジオ、ビデオ編集室・情報教育研修室・情報通信開発室・ロビーなど
- 4F - 大研究室・中研究室・和室

## 沿革
- 1988年4月1日 - 三木市教育研究員制度発足。
- 1993年7月1日 - 三木教育センター事業準備室開設。
- 1995年5月1日 - 開所
- 2001年 - エルネット受信施設設備

## 周辺の施設
- サンライフ三木
- 三木市文化会館
- 三木市役所
- 三木スケートボードパーク
- 三木市消防本部
- さつき台
- 三木山総合公園

## 周辺の道路
- 三木市道上の丸恵比寿線
- 兵庫県道20号加古川三田線
- 兵庫県道38号三木三田線

## アクセス
- 神戸電鉄粟生線 恵比寿駅から徒歩20分
- 神戸電鉄粟生線 三木上の丸駅から徒歩15分